# ريك غودمان
ريك غودمان (بالإنجليزية: Rick Goodman)‏ هو مطور ألعاب فيديو ‏ أمريكي، ولد في 28 أكتوبر 1955 في الولايات المتحدة.